# Gabriel Franchère
Gabriel Franchère (geb. 1786 in Montréal; gest. 1863 in Saint Paul, Minnesota) war ein kanadischer Pelzhändler und Reiseschriftsteller.

## Leben
Franchère war Mitglied der Western Fur Company und wurde der Astor-Expedition zum Columbia River zugeteilt, um in Astoria (Oregon) einen Handelsposten zu gründen. Nach drei Dienstjahren kehrte er über Land nach Hause zurück, reiste den Columbia River hinauf, durchquerte die Rocky Mountains, erreichte die Red-River-Kolonie (Red River Settlement) und dann Montreal. Sein Reisebericht darüber ist eine Hauptquelle für die Aktivitäten von Astors Pelzhandelsunternehmen in Oregon.

Astoria, 1811 durch John Jacob Astor als Handelsniederlassung gegründet

## Bericht über eine Reise an die Nordwestküste Nordamerikas
Sein Buch Bericht über eine Reise an die Nordwestküste Nordamerikas (Montreal 1820), das zunächst auf Französisch erschien und später in einer englischen Übersetzung (New York 1854), ist ein Bericht über seine Reise zwischen 1810 und 1814, der vieles über den Pelzhandel enthält, über die Gründung von Fort Astoria, einen Besuch auf Hawaii und am königlichen Hof von König Tamehameha, die Falklandinseln, den Columbia River, die amerikanischen Ureinwohner in der Gegend und vieles mehr. Das Werk wurde zudem mit Karten und alten Drucken illustriert. Es gilt neben den Berichten von Alexander Ross und Ross Cox und Washington Irvings fiktionalisiertem Astoria als Schlüsselquelle für den frühen Handel in der Region.

## Ausgaben
Ausgaben und Übersetzungen:
- Relation d’un voyage à la côte du Nord-Ouest de l’Amérique septentrionale, dans les années 1810, 11, 12, 13 et 14, Michel Bibaud, édit. (Montréal, 1820)
- Narrative of a voyage to the northwest coast of America in the years 1811, 1812, 1813, and 1814; or, the first American settlement on the Pacific, ed. and trans. J. V. Huntington (New York, 1854) (repr. in Early western travels, 1748–1846; a series of annotated reprints of some of the best and rarest contemporary volumes of travel . . . , ed. R. G. Thwaites (32 v., Cleveland, Ohio, 1904–7)), VI
- A Voyage to the Northwest Coast of America, ed. M. M. Quaife (Chicago, 1954, Lakeside Classic Series 52)
- Journal of a voyage (Lamb); Adventure at Astoria, 1810–1814, ed. and trans. H. C. Franchère (Norman, Okla., 1967)
- Gabriel Franchère: Narrative of a Voyage to the Northwest Coast of America in the years 1811, 1812, 1813, and 1814 or the First American Settlement on the Pacific. Hamburg : tredition, 2011